# Manuel da Costa Soares
Manuel da Costa Soares é um treinador de futebol de Timor-Leste. Atualmente é um dos treinadores adjuntos da seleção nacional de Timor-Leste.

## Carreira internacional
Treinou a seleção nacional de Timor-Leste em 2009 e em 2015, como treinador interino.